# Caritas Internationalis
Caritas Internationalis er et internationalt forbund bestående af 165 nationale romerskkatolske bistands- og udviklingsorganisationer samt sociale tjenester, der er aktive i mere end 200 lande og territorier i hele verden. Deres formål er, både samlet og hver for sig, at arbejde for en bedre verden, især for de fattige og undertrykte. Den første Caritas-organisation blev etableret af den unge katolske præst Lorenz Werthmann den 9. november 1897 i Freiburg i Tyskland. Andre Caritas organisationer fulgte efter og Caritas Danmark blev etableret 1947. Caritas Danmarks nuværende generalsekretær er Maria Krabbe Hammershøy.